# Spilosoma ione
Spilosoma ione là một loài bướm đêm thuộc phân họ Arctiinae, họ Erebidae.